# Etiuda (muzyka)

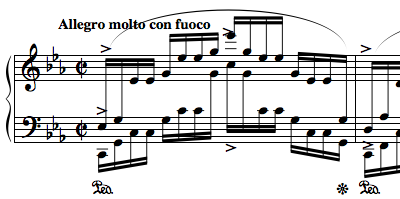
Początek Etiudy c-moll op. 25 nr 12 Fryderyka Chopina

Etiuda – utwór muzyczny, zwykle na instrument solowy. 
Początkowo etiuda miała wyłącznie cel dydaktyczny i była przeznaczona dla uczniów w celu doskonalenie techniki gry. Z czasem stała się samodzielnym utworem koncertowym, skierowanym na techniczną złożoność, wymagającym od instrumentalisty brawury i wirtuozerskich umiejętności, a także posiadającym walory artystyczne. Tego typu etiudy zapoczątkował Fryderyk Chopin. Wielkimi ich twórcami byli również Ferenc Liszt, Robert Schumann, Niccolò Paganini, Henryk Wieniawski, Siergiej Rachmaninow, Claude Debussy, Karol Szymanowski, Aleksandr Skriabin czy György Ligeti. 
Autorem olbrzymiego zbioru etiud dydaktycznych na fortepian był Carl Czerny.
Znane etiudy:
- Fryderyk Chopin – 12 etiud op. 10 (m.in. nr 12 c-moll Rewolucyjna) oraz 12 etiud op. 25
- Ferenc Liszt – 6 etiud według Paganiniego (m.in. La campanella)
- Ferenc Liszt – Etiudy transcendentalne
- Niccolò Paganini – 24 kaprysy na skrzypce solo op. 1